# Bore (Südgeorgien)
Bore ist eine kleine Bucht an der Südküste Südgeorgiens. Sie liegt im mittleren Abschnitt der Jossac Bight.
Der South Georgia Survey nahm in den Jahren zwischen 1951 und 1957 eine Kartierung vor. Der Name der Bucht ist seit langem etabliert, der Benennungshintergrund jedoch nicht überliefert.